# Franz Bessel
Franz Albrecht Bessel (* 21. Juni 1825 in Wunstorf; † 27. September 1883 in Hannover) war ein deutscher Hochschullehrer.

## Leben
Bessel studierte an der  Georg-August-Universität in Göttingen, wo er Mitglied des Corps Saxonia Göttingen war. Nach Beendigung seiner Studien war er zunächst Gymnasiallehrer in Elberfeld, Göttingen und Nienburg. Von 1852 bis 1859 lehrte er an der Baugewerksschule in Nienburg/Weser und von 1859 bis 1874 an der städtischen höheren Gewerbeschule in Hildesheim. 1874 wurde er Professor an der Polytechnischen Hochschule Hannover. Er starb mit 58 Jahren.